# Polemic
Polemic ist eine slowakische Ska-Band aus Bratislava und gehört neben Elán, Tublatanka und Horkýže Slíže zu den bekanntesten Bands der Slowakei.

## Geschichte
1989 wurde die Band in Bratislava gegründet, worauf erste Konzerte in der slowakischen Hauptstadt und Umgebung folgten. 1993 wurde das erste Demoalbum  Vrana in Eigenregie produziert und die Band gab erstmals Konzerte im Ausland. 1997 im August produzierte Polemic das zweite Album mit dem Titel Do Ska (Deutsch: Ins Ska, zudem ein Wortspiel: doska auf Slowakisch heißt Brett, in manchem Kontext zugleich Tafel oder Schallplatte), was im darauffolgenden November veröffentlicht wurde. Aufgrund des großen Anklangs dieses Albums und den Verkaufszahlen folgte 1998 die Nominierung für slowakischen ZAI-Preis in der Kategorie „Entdeckung des Jahres“.
1999 war ein sehr wichtiges Jahr in der Bandgeschichte. Ihr Album Ya Man! wurde veröffentlicht und es folgten Auslandsauftritte in ganz Europa. Neben den vielen Konzerten und Live-Auftritten auf Festivals spielte die Band unter anderem auch ein Konzert auf dem Dach des Slowakischen Rundfunks in Bratislava.
2002 folgte ein Plattenvertrag bei BMG-Ariola, unter dem das vierte Album Gangster-Ska und das fünfte Album Nelám si s tým hlavu! veröffentlicht wurden. 2005 wechselte Polemic dann zu Sony Music Entertainment und ist bis heute dort unter Vertrag.

## Diskografie

### Alben
- 1996: Vrana
- 1997: Do Ska (Musica)
- 1999: Ya Man! (Slovenský Rozhlas)
- 2000: Gangster-Ska (Ariola)
- 2002: Nelám si s tým hlavu! (BMG)
- 2005: Nenudin (Epic)
- 2007: Live (Epic)
- 2008: Best of 1988–2008 (Epic)
- 2010: Horúce Časy (Duna)
- 2013: Hey! Ba-Ba-Re-Bop (DoubleMann)
- 2024: 11SKA (DoubleMann)

### Singles
- 1997: Mesto
- 1999: Slnko v Sieti